# Nina Bobo
Nina Bobo (Indonesisch voor Slaap, meisje) is een eenvoudig Indonesisch slaaplied dat in het genre van de krontjongliederen valt. Het lied is ook buiten Indonesië bekend geworden, zoals in Nederland door de Indische gemeenschap. Het werd onder meer vertolkt door Tilly Koenen, Anneke Gronloh en Wieteke van Dort.
In het Indonesisch is het woord voor slaapliedje naar dit lied genoemd: nina-bobo(k) of ninabobo. Een werkwoord als meninabobokan, dat hiervan is afgeleid, betekent dan ook in slaap zingen. Dit gebruik is specifiek Indonesisch. Zo wordt slaapliedje in het Maleis (Bahasa Melayu) vertaald met het woord dodoi.
Veelal wordt gedacht, dat Nina in het lied de eigennaam is van een meisje. Echter, het woord is afkomstig van het Portugese menina, dat weliswaar meisje betekent, maar niet een specifiek meisje aanduidt. Diverse Indonesische woorden zijn uit het Portugees afkomstig. Dit geldt bijvoorbeeld ook voor het woord nona (juffrouw). Al in de 16e eeuw, voor de Nederlanders, voeren de Portugezen op Oost-Indië en zij lieten er hun sporen na in de talen en culturen van de Archipel. Het lied wordt zowel gezongen om meisjes als om jongens in slaap te zingen.
Het woord voor slapen, bobo of bobok, is van het Chinees afkomstig. Het gewone Indonesische woord voor "slapen" is tidur, bobok wordt veel minder en praktisch alleen bij kinderen gebruikt.
Volgens het lied zal een mug het kind steken als het niet in slaap valt. Voor de grap wordt vaak een ander dier dan een mug genoemd dat de toegezongene zou bijten.
Een oud slaapliedje uit Venetië heet Nana bobo en lijkt dus qua naam op dit lied.

## Tekst van het lied
Er bestaan diverse varianten van de tekst van het lied. Hieronder staat er een van weergegeven.
Versie uit 1879 (bron: Boek Aan Koningin Emma De vereniging Oost en West)
Nina, nina, bobo (Slaap kindje slaap)
Maoe tidor, tidor (Kindje moet slapen gaan)
Manis, manis (Zoetjes, zoetjes)
Besoek main lagi (Morgen spelen we weer)
Nina, nina bobo, (Slaap kindje slaap)
Bobo manis manis. (Slaap zoetjes)
Besoek kaloe panas, (Als het morgen warm is)
Mandi dalem kali (Gaan we in de rivier baden)
Indonesische versie 1:
Nina bobo oh nina bobo
kalau tidak bobo digigit nyamuk.
Marilah bobo oh nona manis,
kalau tidak bobo digigit nyamuk.
Indonesische versie 2:
Nina bobo oh nina bobo
kalau tidak bobo digigit nyamuk.
Bobolah bobo adikku sayang, (gelieve slapen mijn lieve zus)
kalau tidak bobo digigit nyamuk.
Nederlandse versie:
Slaap meisje, oh slaap, meisje
als je niet gaat slapen, zul je door een mug gestoken worden.
Laten we gaan slapen, oh lief meisje,
als je niet gaat slapen, zul je door een mug gestoken worden.